# Mark Sanchez
Mark Sanchez (født 11. november 1986 i Long Beach, Californien, USA) er en amerikansk football-spiller af mexicansk afstamning, der spiller som quarterback for NFL-holdet Washington Redskins. Han har tidligere spillet for New York Jets, Philadelphia Eagles, Denver Broncos, Dallas Cowboys pg Chicago Bears.